# آگنس کیتلسن
آگنس کیتلسن (انگلیسی: Agnes Kittelsen؛ زادهٔ ۲۰ مهٔ ۱۹۸۰) هنرپیشه اهل نروژ است.
از فیلم‌ها یا برنامه‌های تلویزیونی که وی در آن نقش داشته‌است می‌توان به کون-تیکی اشاره کرد.